# Redessan
Redessan település Franciaországban, Gard megyében. Lakosainak száma 4227 fő (2022. január 1.). Redessan Beaucaire, Bezouce, Jonquières-Saint-Vincent, Manduel, Marguerittes és Meynes községekkel határos.

## Népesség
A település népessége az elmúlt években az alábbi módon változott:
| Lakosok száma | 1299 | 2084 | 2233 | 3162 | 4080 | 4108 | 4115 | 4097 | 4135 | 4227 |
|               | 1968 | 1982 | 1990 | 2006 | 2013 | 2015 | 2017 | 2019 | 2020 | 2022 |